# Mitty
Mitty est une ville et une sous-préfecture de Guinée, rattachée à la préfecture de Dalaba et la région de Mamou. 

## Districts
Mitty est composée de 11 districts dont Mitty centre, Sebhory, Diangolo, Lelato, Bindi, Bereko, Fonfoyah, Petty, Yalaguè, Djiguiwel, Parawi.    

## Écoles
la sous-préfecture de mitty 23 Écoles primaires. 
E.P: Bereko, E.P: Bindy, EP: Dar-es-salam, E.P: Diangolo, E.P: Diannatoro, E.P: Djiguiwel, E.P: El Fode cherif, E.P: Fonfoyah, E.P: Hore_Kanny, E.P: Koolel, E.P: Lelato, E.P: Mitty_centre, E.P: Mitty_madou, E.P: Mitty 2, E.P: M'bourou, E.P: Diwé, E.P N'diarekal, E.P: Parawi E.P: Petty, E.P: Saroudia, E.P: F.A Golody, E.P: F.A Sebhory, E.P: F.A Nadir_as_souby

## Population
En 2016, la localité comptait 14 692 habitants.

## Personnalités liées à la ville
- Alfa Ntiallo (1992- ), jouer de basket guinéen.